# Aloïse (film)
Pour les articles homonymes, voir Aloïse (homonymie).
Pour plus de détails, voir Fiche technique et Distribution.
Aloïse est un film français réalisé par Liliane de Kermadec, sorti en 1975.

## Synopsis
Le film, basé sur la vie d'Aloïse Corbaz, retrace l'histoire d'une femme internée pour aliénation qui parvient à s'exprimer à travers la peinture.

## Fiche technique
- Titre : Aloïse
- Réalisation : Liliane de Kermadec, Assisté de Michel Debats
- Scénario : Liliane de Kermadec et André Téchiné
- Production : Unité Trois
- Photographie : Jean Penzer
- Décors : Michel Farge
- Montage : Claudine Merlin
- Son : Dominique Dalmasso
- Costumes : Christian Gasc
- Pays d'origine :  France
- Société de production : Unité Trois
- Genre : biographique
- Durée : 115 minutes
- Date de sortie : 
  - France : 2 avril 1975
- Affiche : Jouineau Bourduge (France)

## Distribution
- Isabelle Huppert : Aloïse jeune
- Delphine Seyrig : Aloïse adulte
- Marc Eyraud : Le père d'Aloïse
- Michael Lonsdale : Le médecin directeur
- Valérie Schoeller : Élise jeune
- Monique Lejeune : Élise adulte
- Julien Guiomar : Le directeur du théâtre
- Roger Blin : Le professeur de chant
- Jacques Debary : L'ancien directeur de l'asile
- Roland Dubillard : Le professeur d'université
- Jacques Weber : L'ingénieur
- Nita Klein : L'infirmière en chef
- Hans Verner : Le chapelain
- Alice Reichen : La microphonée
- François Chatelet : Le pasteur
- Fernand Guiot : Le pasteur de l'asile
- Pascale de Boysson : une internée
- José-Maria Flotats : Le Dr Spier
- Jeanne Hardeyn : Une infirmière
- Caroline Huppert : la sœur d'Aloïse, adulte
- Paule Annen : une infirmière
- Gilette Barbier : une infirmière
- Claudine Besson directrice d'école
- Liza Braconnier : une infirmière
- Clémentine Cazes
- Josiane Delettre
- Brigitte Deneck : la madone
- Gérard Divorne
- Maryline Even : une internée
- Liliane Gaudet : une infirmière
- Caroline Gautier
- Gillian Gill
- Evane Hanska : l'internée aux cigarettes
- Bernadette Lompret
- Gérard Lorin
- Dominique Marcas : une internée
- Christiane Masseron
- Pierre Maulini : un frère d'Aloïse
- Patricia Ménétret : une sœur d'Aloïse
- Rosine Nusimovisi
- Yves Prétat : un frère d'Aloïse
- Olga Regina-Bellet
- Gilberte Rivet : la cousine d'Aloïse
- Krista Verchowski : la femme du chapelain
- Rhonda Bachmann (voix)

## Distinctions
- Césars 1976 : Nomination au César de la meilleure actrice dans un second rôle pour Isabelle Huppert
- Sélection officielle Festival de Cannes 1975 en sélection officielle